# Sawadin
Sawadin (nep. सावादिन) – gaun wikas samiti we wschodniej części Nepalu w strefie Meći w dystrykcie Taplejung. Według nepalskiego spisu powszechnego z 2001 roku liczył on 281 gospodarstw domowych i 1532 mieszkańców (763 kobiet i 769 mężczyzn).